# Vittofsad dvärgtyrann
Vittofsad dvärgtyrann (Serpophaga subcristata) är en fågel i familjen tyranner inom ordningen tättingar.

## Utbredning och systematik
Fågeln delas in i tre underarter:
- Serpophaga subcristata straminea – förekommer från sydöstra Brasilien (södra Piauí och Bahia) till Uruguay
- Serpophaga subcristata subcristata – förekommer från östra Bolivia till sydvästra Brasilien (Mato Grosso), Paraguay och centrala Argentina
- Serpophaga subcristata munda – förekommer från västra Bolivia till västra Paraguay, sydvästligaste Brasilien och västra Argentina

## Status
Arten har ett stort utbredningsområde och beståndet anses vara stabilt. Internationella naturvårdsunionen IUCN listar den därför som livskraftig (LC).